# 川西村 (岐阜県)
川西村（かわにしむら）は、かつて岐阜県益田郡に存在した村である。1956年に合併で萩原町となった後、現在は下呂市の一部である。
かつての萩原町西部、飛騨川西岸の村であり、南北に細長い村であった。
村名は、飛騨川の西に由来する。

## 歴史
- 江戸時代末期、この地域は天領であった。
- 1871年（明治4年） - 廃藩置県により、飛騨国一円は筑摩県となる。
- 1875年（明治8年）2月 - 西上田村、跡津村、羽根村、野上村、尾崎村、四美村、三原村、少ヶ野村が合併し成立。
- 1876年（明治9年）8月20日 - 筑摩県が分割され、旧・飛騨国一円は岐阜県と合併する。
- 1889年（明治22年）7月1日 - 村域の一部（旧・三原村、少ヶ野村）が下呂村に編入される。
- 1956年（昭和31年）8月25日 - 萩原町、大野郡山之口村と合併し、改めて萩原町が発足。同日川西村廃止。

## 学校
- 川西村立羽根小学校（1963年廃校。萩原町立萩原小学校（現・下呂市立萩原小学校）に統合）
- 川西村立西上田小学校（1963年廃校。萩原町立萩原小学校（現・下呂市立萩原小学校）に統合）
- 川西村立尾崎小学校（現・下呂市立尾崎小学校）
- 萩原町川西村学校組合立北中学校（現・下呂市立萩原北中学校）

## 神社・仏閣
- 跡津神社
- 西上田神社
- 明白神社
- 宮谷神明宮
- 尾崎白山神社